# Conops nigeriensis
Conops nigeriensis är en tvåvingeart som beskrevs av Camras 1962. Conops nigeriensis ingår i släktet Conops och familjen stekelflugor.
Artens utbredningsområde är Nigeria. Inga underarter finns listade i Catalogue of Life.